# Take It Easy
Take It Easy är en sång skriven av Jackson Browne och Glenn Frey och inspelad av countryrockbandet Eagles, med Frey som sångare. Den släpptes som bandets första singel 1 maj 1972 och nådde tolfte plats på Billboard Hot 100. Den fanns sedan med på debutalbumet Eagles, som utkom en månad senare.
Låten skrevs ursprungligen av Browne 1971 till hans eget debutalbum. Frey, som då bodde granne med Browne, fick dock höra den innan den var färdig och blev så förtjust att Browne gav den till honom. Frey skrev sedan färdigt texten och spelade in den med sitt nystartade band Eagles. Browne spelade senare in låten till sitt andra album, For Everyman från 1973. Till andra artister som spelat in låten hör Johnny Rivers och Travis Tritt.
Låttexten handlar om att ta det lugnt och inte låta sina problem tynga ner sig. I den andra versen nämns orten Winslow i Arizona, i textraden "Well, I'm a standin' on a corner in Winslow, Arizona". Med anledning av detta reste man i Winslow en staty av en man stående i hörnet av gatorna North Kinsley Avenue och West 2nd Street.